# Giancarlo De Sisti
Giancarlo De Sisti (Roma, 13 de marzo de 1943), es un ex-futbolista italiano, se desempeñaba como centrocampista y también ejerció de entrenador. Es uno de los 20 jugadores que más partidos ha disputado en la historia de la Serie A.

## Clubes

### Jugador
| Club           | País   | Año       | Partidos | Goles |
| AS Roma        | Italia | 1960-1965 | 87       | 13    |
| ACF Fiorentina | Italia | 1965-1974 | 256      | 28    |
| AS Roma        | Italia | 1974-1979 | 135      | 9     |

### Entrenador
| Club           | País   | Año       |
| -------------- | ------ | --------- |
| ACF Fiorentina | Italia | 1981-1985 |
| Udinese        | Italia | 1985-1987 |
| Ascoli         | Italia | 1991-1992 |

- Datos: Q633667
- Multimedia: Giancarlo De Sisti / Q633667